# Dluhopis
Dluhopis (též obligace) je cenný papír na řad nebo na doručitele (česká právní úprava neakceptuje dluhopis jako cenný papír na doručitele) nebo zaknihovaný cenný papír, s nímž je spojeno právo na splacení určité dlužné částky a případně vyplacení stanovených výnosů a další povinnosti. Dluhopis tak umožňuje zajistit subjektu zdroj financování, aniž by si musel půjčit (např. v bance), jeho věřitelská základna je tak rozprostřena mezi širokou řadu majitelů dluhopisů.
Dluhopisy typicky emituje stát, územní samosprávný celek (kraj, obec) nebo obchodní korporace (právnická osoba). Může ale i jakákoli fyzická osoba. Podmínkou, aby mohl být dluhopis v Česku veřejně nabízen, je schválený prospekt od ČNB nebo pokud je udělena výjimka ČNB, např. velikostí emise do 1 mil. eur. V jiném případě může být nabízen pouze neveřejně. Dluhopis je vedle akcií nejvýznamnější cenný papír finančních trhů, dluhopisy (především státní) se obchodují ve značných objemech na mimoburzovních finančních trzích.

## Charakteristika dluhopisů

### Dluhopisy jako nástroj financování
Emitování dluhopisů je jeden ze způsobů, jak společnost (emitent) může získat dlouhodobé finanční prostředky (podobně jako třeba půjčkou). Oproti jiným způsobům má ale hned několik výhod. Prvním je rychlost, neboť v případě snahy získat finance skrze bankovní úvěr musí banka vždy zanalyzovat bonitu společnosti, což je dlouhý a administrativně náročný proces.
Druhou výhodou je fakt, že se společnost nemusí podřizovat při rozhodování dalším investorům. Právě to se děje, když chce společnost získat finance skrze emitování akcií. Akciový investor se totiž bude chtít často podílet na rozhodování.
Nic z toho není třeba u korporátních dluhopisů. V tomto případě společnost zapůjčí investorovi peníze pouze za úrok a do jejího řízení mluvit nemůže. Když jde pak o podlimitní emisi do 1 miliónu eur (25 miliónů korun), společnost nemusí mít Českou národní bankou schválený ani prospekt. Ten má obsahovat všechny informace, které investorovi umožní zhodnotit rizika nákupu dluhopisů. Díky tomu je taková emise takřka neregulovaná.
Podobně lze dluhopisy financovat i státy (státní dluhopisy) nebo menší územní celky jako obce a města (municipální dluhopisy).

### Dluhopis jako investiční nástroj
Majitel dluhopisu má právo získat od osoby, která ho vydala, v dohodnutém termínu jeho nominální hodnotu v penězích nebo jiném majetkovém ekvivalentu. Dluhopis také může stanovit právo vlastníka na získání procenta z jeho nominální hodnoty nebo jiných majetkových práv. Výnosy investora se mohou skládat ze dvou složek: pravidelné platby v dohodnuté výši a rozdíl mezi kupní cenou dluhopisu a splatnou cenou. Často se vyskytují dluhopisy s pohyblivou úrokovou sazbou, která je spojena s mezibankovními sazbami, refinancováním nebo jinými finančními ukazateli.
Jako investice jsou dluhopisy atraktivní pevnou dobou oběhu na trhu a pevným úrokovým výnosem, což umožňuje přesně předpovědět výši návratnosti takové investice. To výrazně snižuje riziko investic do dluhopisů ve srovnání s akciemi, jejichž výnosy závisí na velkém počtu faktorů a jsou dlouhodobě špatně předvídatelné. Samozřejmě, že rizika selhání emitenta jsou totožná jak s investicemi do dluhopisů, tak s nákupem akcií, ale mechanismus konkurzního řízení činí platby dluhopisů prioritnějšími a u akcií v poslední řadě.

## Základní parametry dluhopisů
- Označení dluhopisu
- Konvence pro počítání časových intervalů
- Charakter úrokového výnosu, kupónová sazba, od které se odvozuje velikost kupónové platby
- Frekvence výplaty kupónových plateb
- Jmenovitá hodnota
- Doba do splatnosti
- Doba života dluhopisu
- Denominace
- Emitent, typ emitenta
- Další práva držitele a emitenta
- Zajištění proti inflaci
- Forma dluhopisu
- Způsob převiditelnosti
- Cena/výnos

## Rozdělení dluhopisů
Dluhopisy lze dělit podle několika kritérií, nejčastěji jsou dluhopisy děleny podle rizika, emitenta, doby splatnosti, způsobu úročení a podle správ s nimi spojených (např. vyměnitelné dluhopisy). Mimo tyto skupiny lze v literatuře najít celou řadu dalších dělení, např. podle podoby...

### Podle emitenta
Rozdělení na dluhopisy podle emitenta spočívá v dělení, podle toho, kdo a za jaké situace tyto dluhopisy vydal. Význam tohoto dělení spočívá v určení rizika podle důvěryhodnosti emitenta. Velké riziko sebou nese větší výnos, ale je spojen s nízkou likviditou. Samozřejmě i při tomto dělení je třeba zvažovat další faktory, neboť důvěryhodnost se může s časem měnit.
- Státní dluhopisy[3] – emitentem (vydavatelem) je stát, v případě České republiky se jedná o Ministerstvo financí. Emisi zajišťuje Česká národní banka tzv. holandskou aukcí. ČNB se také stará o vyplácení úroků. Obecně platí, že státní dluhopisy mají nízkou míru rizika, proto jsou mezi investory populární. Státy, které jsou vnímány jako rizikovější, musí přilákat investory tím, že platí vyšší úrok kvůli rizikové přirážce. Půjčené peníze stát nejčastěji vkládá do infrastruktury nebo ke splácení státního dluhu.
- Komunální dluhopisy (municipální) – emitentem je územní samosprávný celek. V České republice je podmínkou emitování tohoto typu dluhopisu souhlas Ministerstva financí. Takovéto dluhopisy jsou zajištěny buď daněmi,[zdroj⁠?!] což znamená, že úrok je splácen z vybraných daní, anebo konkrétním projektem, tedy kupón se vyplácí z určitých projektů,[zdroj⁠?!] jako je mýtné na dálnici či poplatky ze sportovních akcí.[zdroj⁠?!]
- Korporátní dluhopisy (podnikové)[4] – jedná se o dluhopisy, jejichž emitentem je obchodní korporace, cílem takové emise je získání kapitálu k nějaké činnosti (od modernizace přes rozšíření až po odvrácení bankrotu). Korporátní dluhopisy mají různou míru rizikovosti, od čehož se odvíjí velikost úroků.
- Bankovní dluhopisy – emitentem je peněžní ústav, tento typ dluhopisů je někdy považován za součást korporátních dluhopisů[4] se specifickými právními i finančními možnostmi (např. banka může být distributorem).
- Pokladniční poukázky – krátkodobé dluhopisy, jejichž emitentem je stát anebo orgány a instituce veřejné správy, popř. bankovní domy.[5] Tento typ dluhopisů slouží ke krátkodobému pokrytí přechodného nedostatku peněz.[6] Pokladniční poukázky jsou nejméně rizikovým dluhopisem, čemuž odpovídá nízká úroková míra.

### Podle doby splatnosti
Dalším důležitým faktorem, který ovlivňuje úspěšnost emise, je doba splatnosti. Obecně platí, že čím dříve je dluhopis splatný, tím menší je riziko defaultu a tedy nižší úrok. Toto tvrzení platí pouze u srovnatelných typů emitentů a dluhopisů. Obecně lze uvažovat dluhopisy:
- Krátkodobé dluhopisy – s dobou splatnosti do jednoho roku.[7] Mezi ně patří například státní pokladniční poukázky (vydává stát), komerční papíry (emitují podniky, nejběžnější doba splatnosti je 45 dní) či depozitní certifikáty (používají peněžní domy).
- Střednědobé dluhopisy – s dobou splatnosti od jednoho roku do deseti let,
- Dlouhodobé dluhopisy – doba splatnosti dluhopisu nad deset let.

### Podle způsobu úročení
Dalším typickým dělením dluhopisů je dělení podle způsobu, jak je nastaveno úročení dluhopisu. Tento způsob bývá malými investory velmi často považován za prioritní, pro velké investory má menší váhu, neboť není spojen s likviditou.
- Dluhopisy s pevným kupónem (zúročením) – kupón sjednaný při emisi se nemění po celou dobu životnosti dluhopisu. Výhodou je, že lze snadno spočítat zisk, nevýhodou je jejich nerentabilnost při výkyvech ekonomiky. U velkých emitentů (USA) to může způsobit zájem např. na inflaci, kdy dochází k jejímu vývozu, především do rozvojových zemí.
- Dluhopisy s proměnlivým variabilním kupónem (proměnlivým zúročením) – poprvé byly emitovány v 70. letech 20. století a jejich kupón je závislý na referenční sazbě, často jde o mezibankovní sazbu typu PRIBOR, LIBOR, EURIBOR. K referenční sazbě je přičítána přirážka v určité výši kompenzující vyšší riziko ve srovnání s mezibankovním trhem.
- dluhopisy s nulovým zúročením (kupónem) – během životnosti těchto dluhopisů nejsou vypláceny žádné kupónové platby. Výnosu dosahují věřitelé tím, že cenný papír nakupují s diskontem, tedy pod nominální hodnotou, kterou musí dlužník splácet.
- Indexované dluhopisy – instrumenty, jejichž kupónové platby jsou vázány na vývoj indexů mezd, cen, zlata, ropy či jiných komodit. Známé jsou americké státní dluhopisy TIPS (Treasury Inflation-Protected Securities). Jejich kupón je fixní, ale modifikovaný podle aktuálního růstu cenové hladiny. Zajímavostí je, že při první emisi v roce 1997 se nazývaly Treasury Inflation-Targeted Securities, ale po protestech náboženských organizací z důvodu nevhodného akronymu (v angličtině znamena slangový výraz pro prsa) byly přejmenovány na TIPS.

Existují i další typy dluhopisů, které se obecně vyznačují tím, že finanční inovace jich vytvořila mnoho druhů na rozdíl od akcií, které jsou již století stejné.
- konvertibilní dluhopisy – kromě klasických práv je s tímto dluhopisem spojeno i právo na výměnu (konverzi) tohoto instrumentu na akcii v době splatnosti. Vzhledem k této možnosti se v průběhu životnosti dluhopisu chová jinak i jeho vnitřní hodnota/cena.
- prioritní dluhopisy – prioritní dluhopis dává majiteli právo na přednostní úpis akcií dané společnosti.
- podřízené dluhopisy – tento zvláštní typ dluhopisu představuje jistou nevýhodu, pokud emitent zkrachuje. Pohledávky za tímto typem dluhopisů jsou uspokojeny až jako poslední.
- svlečené dluhopisy – vznikají z klasického dluhopisu, který je rozdělen na dvě části. Na příjem v podobě kupónu je vydáván anuitní dluhopis a na jistinu pak diskontovaný dluhopis (s nulovým kupónem).
- vypověditelné dluhopisy – dluhopis je možné za určitých podmínek předčasně splatit či naopak požadovat jeho předčasné splacení.
- perpetuitní dluhopisy – takové nemají stanovené datum splatnosti.
- naturální dluhopisy – jsou ne často používaným typem dluhopisu, jehož kupónové platby probíhají v určité komoditě, nebo jde o oprávnění k výhodné koupi.
- dluhopisy s odloženou platbou – tyto dluhopisy během prvních let nenesou žádný úrok.

### Podle zajištění
V některých zemích (např. ve Velké Británii) může být dluhopis zajištěn zástavním právem na majetek dlužníka. V České republice jsou rozšířené hypoteční zástavní listy, což je speciální druh dluhopisů, které jsou kryty pohledávkami z hypotečních úvěrů.

## Obchodování
Dluhopisy se převážně obchodují na mimoburzovním trhu, kde si jednotlivé strany obchodu přímo mezi sebou sjednávají podmínky obchodu. Mimoburzovní obchodování s sebou přináší určitou netransparentnost, jelikož kontrakty nejsou standardizované a nikde se uskutečněné obchody nezobrazují. Část obchodování s dluhopisy probíhá také na veřejných trzích.

## Názvy některých dluhopisů
Americké krátkodobé dluhopisy se splatností do jednoho roku se nazývají T-Bills – obvykle se vydávají na jeden, tři či šest měsíců. Nominální hodnota je 1000 dolarů. Patří mezi nejlikvidnější, tedy nejobchodovanější instrumenty na světě. Treasury Notes se jmenují dluhopisy, které mají splatnost od jednoho roku do deseti let. Ještě delší splatnost mají T-Bonds.
V Evropě je často možné zaslechnout výrazy bund a gilt. „Bundy“ jsou německé dluhopisy, ten nejdůležitější má splatnost deset let a vzhledem k ekonomické síle a kreditibilitě Německa slouží jako srovnávací hladina pro ostatní evropské dluhopisy, co se úrokového výnosu týče. „Gilty“ (název získaly kvůli svému pozlacenému okraji) představují původně dluhopisy vydávané Bank of England, anglickou centrální bankou; jsou to obecně dluhopisy Velké Británie, Irska či Jižní Afriky, pokud ovšem někdo mluví o „giltech“ bez bližší specifikace, má na mysli pouze dluhopisy britské.

## Cena dluhopisu
Dluhopisy jsou cenné papíry, které nesou s určitou pravidelnou periodou kupón, který je většinou stanovený jako procentní poměr k nominální hodnotě dluhopisu. Z toho vyplývá hlavní riziko tohoto instrumentu. Pokud se změní úrokové sazby, změní se i cena, za kterou lze prodat či nakoupit tento cenný papír. Cena se vypočítává diskontováním budoucích toků na současnou hodnotu. Vnímání úrokových měr, kterými se cena diskontuje, ovlivňuje právě riziko. U dluhopisů se jedná především o úrokové riziko. Cenu jako i jiné finanční instrumenty ovlivňuje kromě rizika i likvidita.

## Likvidita dluhopisů
Dalším činitelem, který ovlivňuje tržní cenu dluhopisů, je likvidita. Nízká likvidita se může projevit například vyšším rozpětím mezi nákupní a prodejní cenou. Například pokud si investor koupí české státní dluhopisy, jsou pro něj výhodné, především pokud je bude držet do splatnosti, kdy riziku nízké likvidity není vystaven. Likvidita českých státních dluhopisů je totiž oproti německým či americkým podstatně nižší.

## Rizika spojená s podlimitními dluhopisy
Zejména u společností s podlimitní emisí dluhopisů (do 25 miliónů korun) se po roce 2013 v ČR můžeme setkat s jevem, kdy je část emisí podvodná nebo vydaná bez dobrého obchodního plánu. Umožnila to změna zákona, která rozvolnila pravidla pro vydávání podlimitních dluhopisů. Ty přestaly být takřka hlídané a regulované – pravidla České národní banky mohly tak splnit i velmi rizikové dluhopisy.
To vedlo k tomu, že téměř desetina firem, která nabídla své dluhopisy, skončila v insolvenci. Nebyly výjimkou ani situace, kdy dluhopisy vydávaly podniky, které byly předlužené nebo již splňovaly podmínky úpadku.
S ohledem na to je lepší nenakupovat korporátní dluhopisy z inzertních webů nebo dluhopisových tržišť, která nejsou zákonem regulovány a mohou nabízet i velmi rizikové dluhopisy. Jinak je tomu u obchodníků s cennými papíry. Ti totiž podléhají dohledu České národní banky a jsou povinni sestavovat investiční profil každého investora a nenabízet vysoce rizikové dluhopisy konzervativním investorům.

## Zahraniční obligace
Některé společnosti, banky, vlády a další suverénní subjekty se mohou rozhodnout vydávat dluhopisy v cizích měnách, protože se mohou jevit stabilnější a předvídatelnější než jejich domácí měna. Emise dluhopisů denominovaných v cizích měnách také dává emitentům možnost přístupu ke kapitálu dostupnému na zahraničních trzích. Výnosy z emise těchto dluhopisů mohou společnosti použít k rozdělení na zahraniční trhy, nebo je lze převést na místní měnu emitující společnosti, k použití ve stávajících operacích pomocí devizových swapů. Dluhopisy zahraničních emitentů lze také použít k zajištění kurzového rizika. Některé dluhopisy zahraničních emitentů se nazývají přezdívkami, například „samurajský dluhopis“. Mohou je vydávat zahraniční emitenti usilující o diverzifikaci své investorské základny mimo domácí trhy. Tyto emise dluhopisů se obecně řídí právem trhu emise, například samurajský dluhopis emitovaný investorem se sídlem v Evropě se bude řídit japonským právem.

### Druhy zahraničních obligací

#### Eurodolární dluhopisy
Eurodolární dluhopisy jsou největší součástí trhu eurobondů. Eurodolární dluhopis musí být denominován v amerických dolarech a napsán mezinárodní společností. Vzhledem k tomu, že eurodolární dluhopisy nejsou registrovány u SEC, nelze je prodávat veřejnosti v USA. Lze s nimi však obchodovat na sekundárním trhu. Přestože mnoho portfolií zahrnuje eurodolární dluhopisy v amerických portfoliích, američtí investoři se na primárním trhu nepodílejí. Na primárním trhu proto dominují zahraniční investoři.

#### Yankee dluhopisy
Yankee dluhopisy jsou dalším typem dluhopisů denominovaných v dolarech. Na rozdíl od eurodolárních dluhopisů je však cílový trh dluhopisů Yankee v USA. Tyto dluhopisy vydává zahraniční společnost nebo země, která se zaregistrovala u Komise pro cenné papíry (SEC). Vzhledem k tomu, že dluhopisy Yankee mají kupovat občané USA na primárním trhu, musí se řídit pravidly stanovenými SEC. Například společnost vydávající dluhopis musí být finančně stabilní a schopna provádět platby po celou dobu trvání dluhopisu.

#### Samurajské dluhopisy
Samurajské dluhopisy jsou denominovány v japonské měně (jenech), vydávány zahraniční společností a podléhající japonským předpisům. Tyto dluhopisy dávají emitentům přístup k investičnímu kapitálu dostupnému v Japonsku a poskytují příležitost expandovat na japonský trh bez měnových rizik obvykle spojených se zahraniční investicí, protože jsou vydávány v jenech. Výnosy z emise samurajských dluhopisů mohou být použity jinými než japonskými společnostmi na japonský trh, nebo mohou být převedeny na místní měnu emitenta, která se použije na stávající operace.

#### Javorové dluhopisy
Javorové dluhopisy jsou denominovány v kanadských dolarech, které v Kanadě prodávají zahraniční finanční instituce a společnosti. Umožňují domácím investorům investovat do zahraničních společností bez obav z účinků kolísání směnných kurzů.Vydávání těchto dluhopisů je ovlivněno nákladovou efektivitou emitenta půjčovat si v kanadských dolarech a vyměňovat výnosy zpět do své měny financování, kterou si oni sami vyberou. Vzhledem k tomu, že zahraniční emitent přebírá úvěrové riziko, když vydává dluhopisy v kanadských dolarech, je náchylný kjakýmkoli nákladům nebo výhodám plynoucím ze změn směnného kurzu kanadských dolarů k měně zahraničního emitenta.

#### Buldočí dluhopisy
Buldočí dluhopisy jsou vydávány ne-britskými společnostmi, který se snaží získat kapitál v librách (GBP) od britských investorů. Jsou vypisovány jedinou bankou nebo syndikátem domácích bank, denominovány v britských librách a vydávány, když jsou úrokové sazby ve Spojeném království vzhledem k domácím úrokovým sazbám zahraniční společnosti nízké. Emise buldokového dluhopisu snižuje náklady emitenta na úroky nebo náklady na půjčky.

### Umístění zahraničních obligací
Dlužník může emitovat dluhopisy buď na domácím trhu nebo v zahraničí, například formou emise zahraničních dluhopisů. V tomto případě umisťuje dluhopisy na zahraniční kapitálový trh stejně jako jakákoli místní společnost. Dluhopisy musí být samozřejmě denominovány v místní měně a jejich emise musí být v souladu s národními předpisy. Pro americké dlužníky se Švýcarsko a Japonsko staly nejdůležitějšími zahraničními dluhopisovými trhy.
Zahraniční dluhopisy jsou vydávány k umístění v konkrétní zemi a musí splňovat požadavky vnitrostátních právních předpisů. Existuje však mezinárodní trh pro dlouhodobé půjčky, známý jako trh Eurobondů.
Trh Eurobondů kombinuje trhy zahraničních dluhopisů a eurobondů. Zahraniční dluhopisy se prodávají na konkrétní burze, zatímco eurobondy lze kótovat na jakékoli burze. Zahraniční obligace jsou emitovány nerezidentem, jsou nominovány v národní měně a emitovány podle pravidel země vydání.
Hlavními zeměmi vydávajícími zahraniční dluhopisy jsou Švýcarsko, Japonsko a USA. Název dluhopisu označuje vydávající zemi.
Státní, zahraniční dluhopisy a eurobondy dluhopisy s pevnou nebo pohyblivou úrokovou sazbou, s kupónem nebo bez něj, dluhopisy jsou odvolatelné, prodlužované nebo s právem na včasný prodej dluhopisů s dluhopisy nebo bez nich, priorita a „junior“. Na trhu dluhopisů se objevuje téměř každý den novinka. To jsou jen několik příkladů exotických vazeb.

### Výnosnost zahraničních dluhopisů
Při vydávání zahraničních dluhopisů musí emitent dodržovat pravidla a pokyny stanovené vládou země, ve které je emise vydána. V závislosti na zemi to může být snadný nebo obtížný úkol. Jednou z hlavních výhod získávání zahraničních dluhopisů je schopnost diverzifikovat riziko selhání portfoliových dluhopisů bez obav z fluktuací měny.
Většina emisí zahraničních dluhopisů je prakticky soustředěna na národních trzích pouze čtyř států –USA, Německa, Švýcarska a Japonska. Až do začátku 70. let byla zaznamenána nesporná převaha amerického kapitálového trhu. Takže v letech 1963-1970 na americkém trhu bylo vydáno téměř 2/3 celkové částky všech zahraničních dluhopisů. Od 70. let se však situace změnila a na evropských a japonských trzích s cennými papíry se provádí stále rostoucí část emisí.
Americký zahraniční dluhopisový trh je atraktivní pro mezinárodní dlužníky, zejména s velkými půjčkami v průměru 100 milionů dolarů, z nichž největší dosahuje 300 milionů dolarů a více, a také s významnou dobou trvání. Nejdelší půjčky byly poskytovány až 30 let, což je mnohem více než v západní Evropě. Emisní náklady jsou asi 1 %, tj. asi polovina nákladů na dolarovém trhu eurobondů, asi třetina nákladů na německém trhu dluhopisů a pouze čtvrtina nákladů na zahraničním dluhopisovém trhu ve švýcarských francích.
Úroková sazba na zahraniční dluhopisy je obvykle o něco vyšší než u prvotřídních tuzemských dlužníků, ale málo známý dlužník musí samozřejmě platit výrazně vyšší sazbou, výrazně vyšší než sazba tuzemského prvotřídního dlužníka, který se ve druhé polovině 80. let pohyboval v rozmezí 9–9,7 %.